# Tres dies de Bruges-De Panne 2018
Els Tres dies de Bruges-De Panne 2018, 42a edició de la cursa ciclista Tres dies de Bruges-De Panne, es disputà el 21 de març de 2018 sobre un recorregut de 202,4 km. La cursa formava part de l'UCI Europa Tour 2018 amb una categoria 1.HC. Malgrat el nom la cursa es desenvolupà en una sola jornada entre les viles de Bruges i De Panne.
El vencedor fou Elia Viviani, que s'imposà a l'esprint a Pascal Ackermann i Jasper Philipsen, segon i tercer respectivament.

## Equips participants
22 equips van prendre part en aquesta edició, 5 World Tour, 15 equips continentals professionals i 2 Equips continentals.
| WorldTeams (5)- Bora-Hansgrohe - Lotto Soudal - Mitchelton-Scott - Quick-Step Floors - Katusha-Alpecin Equips continentals professionals (15)- Aqua Blue Sport - CCC Sprandi Polkowice - Cofidis, Solutions Crédits - Direct Énergie - Gazprom-RusVelo - Hagens Berman Axeon - Israel Cycling Academy - Nippo-Vini Fantini-Europa Ovini - Roompot-Nederlandse Loterij - Sport Vlaanderen-Baloise - UnitedHealthcare - Vérandas Willems-Crelan - Vital Concept - Wanty-Groupe Gobert - WB-Aqua Protect-Veranclassic Equips continentals (2)- Cibel-Cebon - Tarteletto-Isorex |
| |

## Classificació final
| \| Classificació general \| Classificació general \| Classificació general \| Classificació general \| Classificació general \| \| Corredor \| Corredor \| Equip \| Temps \| \| \| --------------------- \| --------------------- \| ------------------------------- \| --------------------- \| --------------------- \| \| 1r \| Elia Viviani \| Quick-Step Floors \| 4h 41' 08" \| \| \| 2n \| Pascal Ackermann \| Bora-Hansgrohe \| + 0" \| \| \| 3r \| Jasper Philipsen \| Hagens Berman Axeon \| + 0" \| \| \| 4t \| Baptiste Planckaert \| Katusha-Alpecin \| + 0" \| \| \| 5è \| Jens Debusschere \| Lotto-Soudal \| + 0" \| \| \| 6è \| Amaury Capiot \| Sport Vlaanderen-Baloise \| + 0" \| \| \| 7è \| Roy Jans \| Cibel-Cebon \| + 0" \| \| \| 8è \| Hugo Hofstetter \| Cofidis, Solutions Crédits \| + 0" \| \| \| 9è \| Adam Blythe \| Aqua Blue Sport \| + 0" \| \| \| 10è \| Eduard-Michael Grosu \| Nippo-Vini Fantini-Europa Ovini \| + 0" \| \| |                      |                                 |            |
| |                      |                                 |            |
| Font: ProCyclingStats |                      |                                 |            |
| Classificació general |                      |                                 |            |
| Corredor | Corredor             | Equip                           | Temps      |
| 1r | Elia Viviani         | Quick-Step Floors               | 4h 41' 08" |
| 2n | Pascal Ackermann     | Bora-Hansgrohe                  | + 0"       |
| 3r | Jasper Philipsen     | Hagens Berman Axeon             | + 0"       |
| 4t | Baptiste Planckaert  | Katusha-Alpecin                 | + 0"       |
| 5è | Jens Debusschere     | Lotto-Soudal                    | + 0"       |
| 6è | Amaury Capiot        | Sport Vlaanderen-Baloise        | + 0"       |
| 7è | Roy Jans             | Cibel-Cebon                     | + 0"       |
| 8è | Hugo Hofstetter      | Cofidis, Solutions Crédits      | + 0"       |
| 9è | Adam Blythe          | Aqua Blue Sport                 | + 0"       |
| 10è | Eduard-Michael Grosu | Nippo-Vini Fantini-Europa Ovini | + 0"       |